# Europese Commissie

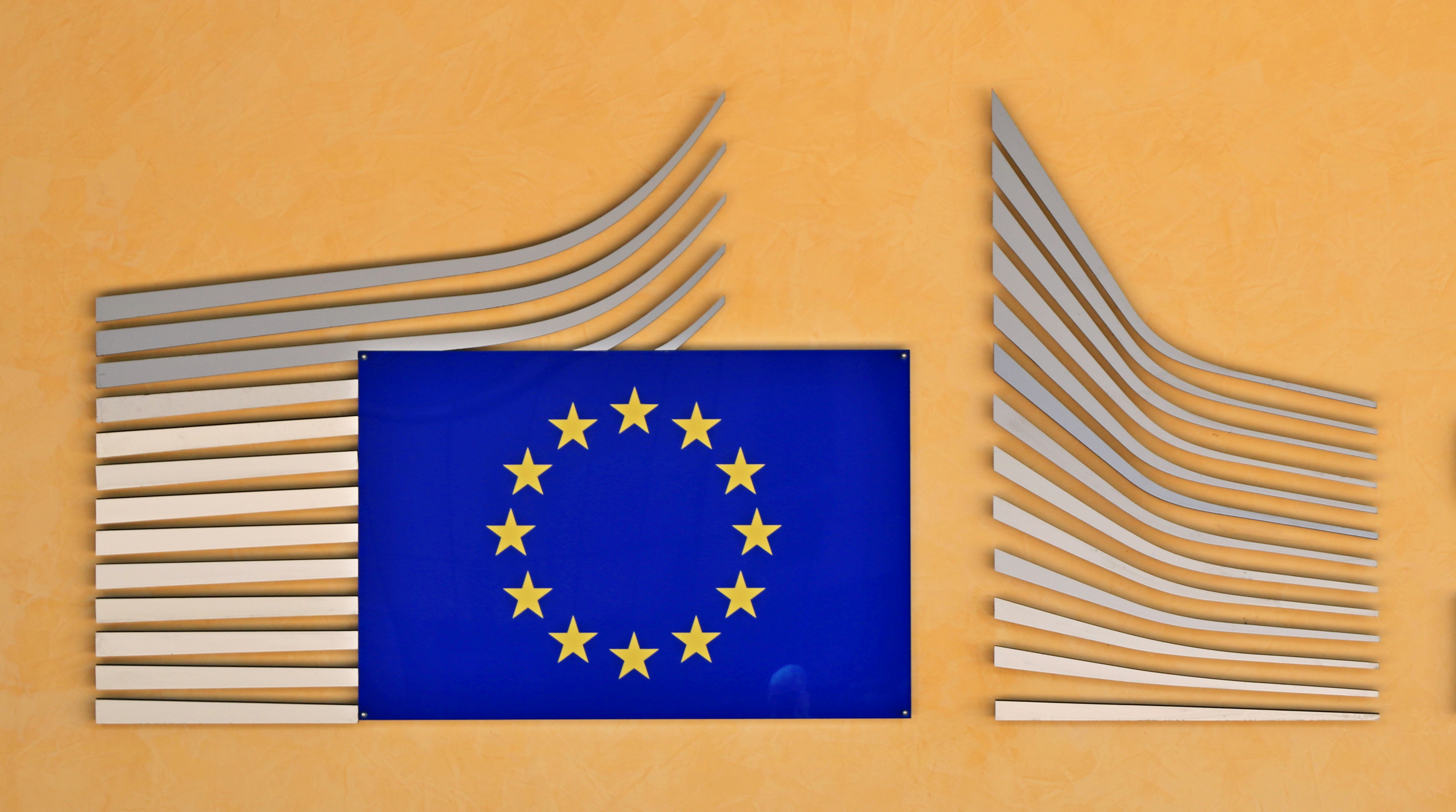
Logo van de Europese Commissie bij de ingang van het Berlaymontgebouw (gestileerde evocatie van het gebouw).

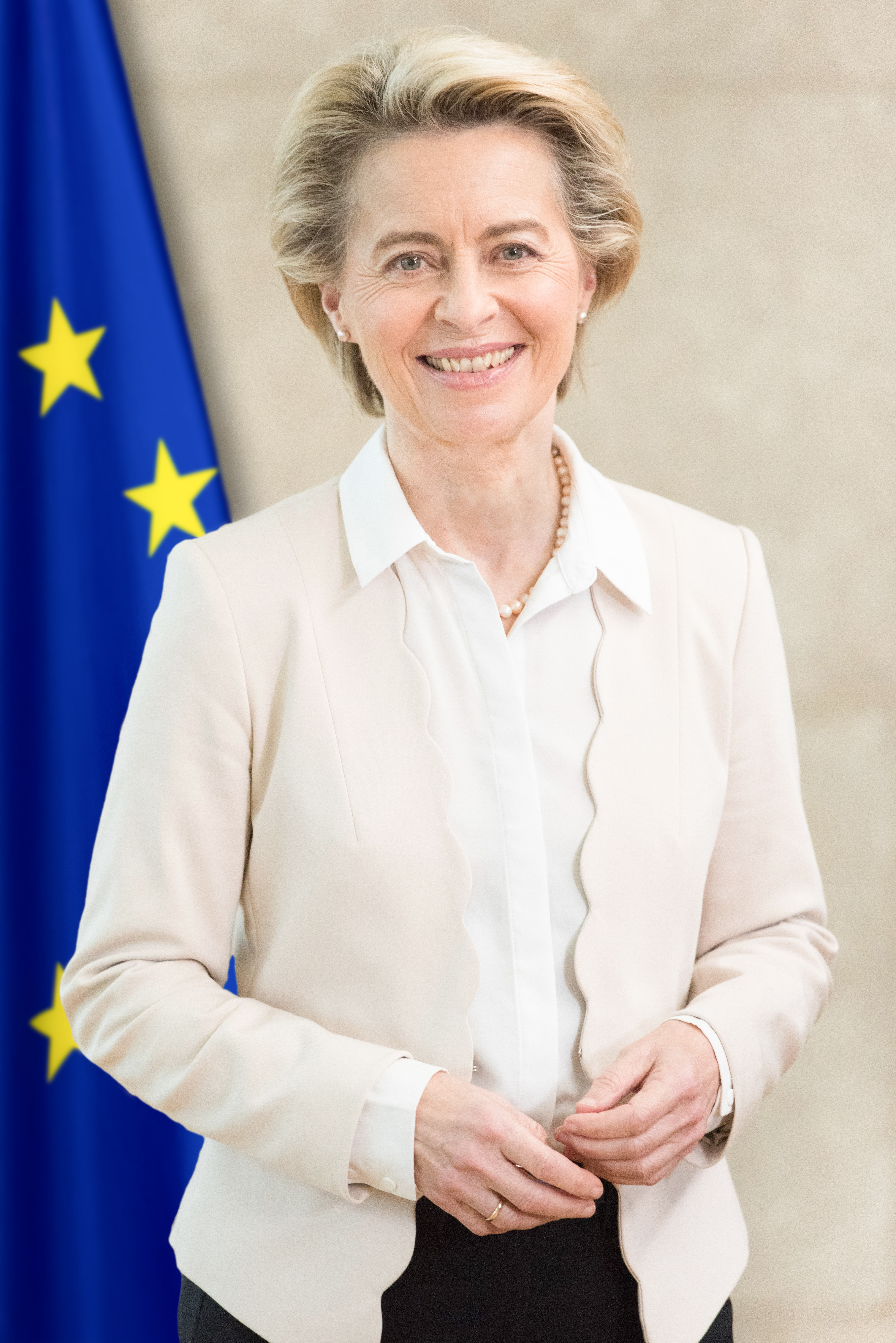
Ursula von der Leyen, voorzitter van de Europese Commissie

De Europese Commissie is het uitvoerende orgaan van de Europese Unie. Ze is verantwoordelijk voor het indienen van wetsvoorstellen, het beheren van de EU-begroting, het handhaven van het EU-recht (in samenwerking met het Hof van Justitie), en het vertegenwoordigen van de EU op internationaal niveau.
De voorzitter en de leden van de Commissie worden door de lidstaten benoemd na goedkeuring door het Europees Parlement. De Commissie zetelt in het Berlaymontgebouw in Brussel, dat vaak de de facto hoofdstad van Europa wordt genoemd. De huidige commissie wordt voorgezeten door Ursula von der Leyen.

## Geschiedenis
De Europese Commissie is afgeleid van een van de vijf sleutelinstellingen die opgericht zijn in het supranationale Europese Gemeenschapssysteem dankzij het voorstel van Robert Schuman, de Franse Minister van Buitenlandse Zaken, op 9 mei 1950. Ontstaan als de Hoge Autoriteit in de Europese Gemeenschap voor Kolen en Staal, onderging de Commissie door de jaren heen meerdere veranderingen in macht en samenstelling onder verscheidene voorzitters, en in drie Gemeenschappen.
Volgende commissies waren in functie sinds 1958:
| Tijdvak     | Commissienaam              | Aantal leden |
| ----------- | -------------------------- | ------------ |
| 1958 - 1962 | Commissie-Hallstein I      | 9            |
| 1962 - 1967 | Commissie-Hallstein II     | 9            |
| 1967 - 1970 | Commissie-Rey              | 14           |
| 1970 - 1972 | Commissie-Malfatti         | 9            |
| 1972 - 1973 | Commissie-Mansholt         | 9            |
| 1973 - 1977 | Commissie-Ortoli           | 14           |
| 1977 - 1981 | Commissie-Jenkins          | 13           |
| 1981 - 1985 | Commissie-Thorn            | 17           |
| 1985 - 1989 | Commissie-Delors I         | 17           |
| 1989 - 1993 | Commissie-Delors II        | 17           |
| 1993 - 1995 | Commissie-Delors III       | 17           |
| 1995 - 1999 | Commissie-Santer           | 20           |
| 1999 - 2004 | Commissie-Prodi            | 20/30        |
| 2004 - 2009 | Commissie-Barroso I        | 25/27        |
| 2010 - 2014 | Commissie-Barroso II       | 27/28        |
| 2014 - 2019 | Commissie-Juncker          | 28           |
| 2019 - 2024 | Commissie-Von der Leyen I  | 27           |
| 2024 - 2029 | Commissie-Von der Leyen II | 27           |

## Samenstelling
De huidige commissie is de commissie-Von der Leyen II en bestaat uit 27 leden, elke lidstaat levert één lid. Artikel 17, vijfde lid, van het EU-Verdrag bepaalt dat de Commissie, inclusief voorzitter en hoge vertegenwoordiger, per 1 november 2014 zal bestaan uit een aantal leden dat overeenstemt met twee derde van het aantal lidstaten, maar op 22 mei 2013 besloot de Europese Raad met eenparigheid van stemmen om daarvan conform diezelfde bepaling af te wijken, zodat ook de volgende Commissie uit 28 leden zal bestaan. Voor 2004, toen de Europese Gemeenschappen nog vijftien lidstaten hadden, bestond de Commissie uit twintig leden. Duitsland, Frankrijk, Italië, Spanje en het Verenigd Koninkrijk leverden toen ieder twee commissarissen.

### Benoeming
Na de Europese Parlementsverkiezingen draagt de Europese Raad, waarin alle lidstaten vertegenwoordigd zijn, een kandidaat voor het voorzitterschap van de Commissie voor bij het Europees Parlement. De kandidaat-voorzitter legt een verklaring af voor het Parlement, en zet zijn beleidslijnen uiteen, waarna een debat volgt (artikel 117, eerste lid, Reglement van het Europees Parlement). De leden van het Parlement kunnen vervolgens over de voordracht stemmen. De kandidaat heeft slechts een gewone meerderheid (sinds 1 juli 2014: 376 leden) nodig om verkozen te worden. Wordt de kandidaat niet verkozen, dan moet de Europese Raad binnen een maand een nieuwe kandidaat voordragen.
Na zijn verkiezing stelt de verkozen voorzitter in onderlinge overeenstemming met de Raad een lijst vast van de overige personen die hij voorstelt tot lid van de Commissie te benoemen (artikel 17, zevende lid en tweede alinea, EU-Verdrag), met uitzondering van de kandidaat voor de functie van hoge vertegenwoordiger van de Unie voor Buitenlandse Zaken en Veiligheidsbeleid, die in overleg met de verkozen voorzitter door de Europese Raad wordt voorgedragen. Hoewel een lidstaat een persoon kan voordragen met het oog op een specifieke functie, is het aan de voorzitter van de Commissie om na de benoeming de portefeuilles te verdelen (artikel 17, zesde lid onder b, EU-Verdrag). Op uitnodiging van de voorzitter van het Europees Parlement verschijnen de kandidaten vervolgens voor een openbare hoorzitting voor de parlementscommissie van het werkgebied waarvoor hij vermoedelijk verantwoordelijk wordt. Na afloop van deze hoorzittingen evalueren de commissies de kandidaten van hun werkgebied; deze evaluaties worden naar de conferentie van voorzitters gestuurd.
Na voltooiing van alle hoorzittingen stelt de verkozen voorzitter zijn college van commissarissen voor aan het Europees Parlement, en licht hij het commissieprogramma toe. Dit wordt gevolgd door een debat, waarna het Parlement hoofdelijk over de goedkeuring van de kandidaat-commissie stemt. Het college kan alleen in zijn geheel worden goedgekeurd, waarvoor een meerderheid van de uitgebrachte stemmen vereist is. Op basis van deze goedkeuring wordt de Commissie met gekwalificeerde meerderheid door de Europese Raad benoemd (artikel 17, zevende lid en derde alinea, EU-Verdrag). Een dreiging van het Parlement om de kandidaat-commissie vanwege een of meer commissarissen niet goed te keuren kan ertoe leiden dat deze voor de stemmingen nog worden vervangen. Dit gebeurde bijvoorbeeld bij de commissies Barroso I en II.
De commissarissen leggen ten slotte een ambtseed af voor het Hof van Justitie van de Europese Unie.

### Ontslag
De leden van de Commissie hebben een mandaat voor een vaste periode van vijf jaar, maar zij blijven in functie en behartigen de lopende zaken zolang niet in hun vervanging is voorzien (artikel 234 en 246 Werkingsverdrag). Behalve door overlijden en verloop van het mandaat kan een lid van de Commissie vrijwillig ontslag nemen, en moet hij ontslag nemen indien de voorzitter hem daartoe verzoekt ("ontslag ambtshalve"). Ook kan de Commissie collectief tot aftreden gedwongen worden door het Europees Parlement.
Vrijwillig ontslag, ontslag ambtshalve of overlijden van een commissaris leidt tot zijn vervanging door een persoon van dezelfde nationaliteit, die in overeenstemming met de voorzitter en na raadpleging door het Europees Parlement door de Raad wordt benoemd. Een voorbeeld van een ontslag ambtshalve is het geval van de Maltese commissaris John Dalli, die door Commissievoorzitter Barroso verzocht werd ontslag te nemen in verband met een fraudeonderzoek, en vervangen werd door landgenoot Tonio Borg.
De Commissie dient collectief af te treden indien het Europees Parlement een motie van afkeuring jegens haar aanneemt. Ten minste een tiende van de leden is vereist om zo'n motie bij de voorzitter van het Parlement in te dienen. Minimaal 24 uur na kennisgeving hiervan vindt een debat plaats over de motie, en na minimaal 48 uur na opening van het debat wordt hierover gestemd. Indien twee derde van de uitgebrachte stemmen en een meerderheid van de leden voor stemt, is de motie aangenomen en moet de Commissie collectief aftreden. Het indienen van een motie van afkeuring tegen een individuele commissaris is niet mogelijk. Het is nog nooit voorgekomen dat een motie van afkeuring door het Parlement is aangenomen, maar wel moest de commissie-Santer in 1999 na een eerste mislukte afzettingspoging aftreden toen gedreigd werd met een tweede motie van afkeuring.

## Taken
De Europese Commissie oefent vier hoofdtaken uit:
1. zij dient wetsvoorstellen in bij het Europees Parlement en de Raad van de Europese Unie;
2. zij beheert het communautaire beleid en legt dit ten uitvoer;
3. zij controleert of het Gemeenschapsrecht wordt nageleefd (onder de controle van het Hof van Justitie van de Europese Unie);
4. zij vormt een belangrijke woordvoerder van de Europese Unie en onderhandelt over, met name, internationale handels- en samenwerkingsovereenkomsten.

De voorstellen van de Commissie hebben vooral betrekking op terreinen die in de verdragen zijn vastgelegd, zoals met name douane, vervoer, industrie, sociaal beleid, landbouw, milieu, energie, regionale ontwikkeling, handelsbetrekkingen of ontwikkelingssamenwerking.
Krachtens het subsidiariteitsbeginsel hebben de initiatieven van de Commissie alleen betrekking op terreinen waarop een initiatief op het niveau van de Europese Unie efficiënter lijkt dan een optreden dat op lokaal, regionaal of nationaal niveau wordt uitgevoerd. Bovendien zijn deze voorstellen erop gericht om de belangen van de Unie en haar burgers te beschermen en dus niet de belangen van landen of specifieke sectoren.
Als een voorstel van de Commissie eenmaal is voorgelegd aan de Raad en het Europees Parlement, werken de drie instellingen samen om tot een bevredigend resultaat te komen. De Raad spreekt zich in het algemeen met gekwalificeerde meerderheid van stemmen uit over de voorstellen van de Commissie (met eenparigheid van stemmen als de Raad besluit om een voorstel te verwerpen) en de Commissie onderzoekt nauwgezet de amendementen van het Europees Parlement voordat zij eventueel gewijzigde voorstellen indient.

### Uitvoerend orgaan
De Commissie is het uitvoerend orgaan van de Europese Unie. Deze functie van de Commissie heeft betrekking op alle terreinen waarop de Unie zeggenschap heeft, maar de rol van de Commissie is met name belangrijk in specifieke sectoren, zoals mededinging (toezicht op kartels en fusies, afschaffing van of controle op discriminerende overheidssteun), landbouw (opstelling van landbouwvoorschriften) of onderzoek en technologische ontwikkeling (bevordering en coördinatie via het communautaire kaderprogramma).
De Commissie is verantwoordelijk voor het beheer van de communautaire begroting onder toezicht van de Europese Rekenkamer. De twee instellingen streven gezamenlijk naar een goed financieel beheer. Op basis van het jaarverslag van de Rekenkamer stemt het Europees Parlement om de Commissie kwijting te verlenen voor de uitvoering van de begroting.

### Hoedster van de verdragen
De Commissie ziet erop toe dat de Europese wetgeving juist wordt toegepast in de lidstaten, zodat een klimaat van wederzijds vertrouwen tussen lidstaten, economische actoren en particulieren gehandhaafd blijft. Zij kan maatregelen treffen in geval van inbreuk op communautaire verplichtingen; bijvoorbeeld tegen een lidstaat die een Europese richtlijn niet toepast.
Als een situatie niet in overeenstemming met de voorschriften is gebracht tijdens een inbreukprocedure, kan de Commissie haar toevlucht nemen tot het Hof van Justitie. Dit Hof zorgt er in laatste instantie voor dat het recht wordt nageleefd met betrekking tot de uitlegging en tenuitvoerlegging van de verdragen. Het arrest van het Hof is bindend voor zowel de lidstaten als de Europese instellingen. Uit een Amerikaans onderzoek blijkt dat er 87% minder zaken bij het Hof werden aangedragen in 2018 ten opzichte van 2004, terwijl er tien lidstaten bij zijn gekomen. Een belangrijke reden voor deze verminderde wetshandhaving was het stimuleren van verdere Europese eenwording, die zeker in de periode 2004-2005 onder druk stond.
De Commissie ziet er ook op toe dat de mededingingsregels door bedrijven worden nageleefd onder toezicht van het Hof van Justitie.

### Woordvoerster op het internationale toneel
De Europese Commissie is een belangrijke woordvoerster van de Europese Unie op het internationale toneel. Zij onderhandelt met name over internationale overeenkomsten die betrekking hebben op het buitenlands gedeelte van het beleid van de Europese Unie.
De overeenkomst van Lomé, waarmee de Europese Unie is verbonden aan ontwikkelingslanden in Afrika, het Caribisch gebied en de Stille Oceaan (ACS-landen), is daarvan een voorbeeld.

## Organisatie van de werkzaamheden
De "Commissie" als politiek orgaan is het college met alle leden van de Commissie, een voor elke lidstaat. Hoewel elk EU-land een commissaris afvaardigt, verdedigt iedere commissaris de belangen van de EU als geheel, niet de nationale belangen. Aan het hoofd staat de voorzitter van de Commissie. De vicevoorzitters geven leiding aan projectteams van commissarissen rond bepaalde beleidsprioriteiten.
De Commissie komt gewoonlijk eenmaal per week op woensdag te Brussel bijeen. Tijdens de plenaire vergaderingen van het Parlement vergadert zij in Straatsburg.
Tijdens deze vergaderingen wordt elk punt toegelicht door het lid van de Commissie dat voor het betreffende terrein verantwoordelijk is. Indien nodig nemen de zevenentwintig leden van het college een besluit op basis van gewone meerderheid van stemmen. Een besluit dat eenmaal is aangenomen, maakt integraal deel uit van het beleid van de Commissie en wordt onvoorwaardelijk gesteund door alle leden van de Commissie.
Bij het uitoefenen van haar bevoegdheden wint de Commissie uitgebreid adviezen in, zodat zij kan bepalen welk standpunt parlementaire kringen, nationale overheden, beroepsorganisaties en vakbonden innemen. Voor de meer technische aspecten van wettelijke bepalingen of wetsvoorstellen raadpleegt de Commissie systematisch deskundigen met wie gesprekken plaatsvinden binnen comités of werkgroepen die de Commissie opricht. Voor het aannemen van de vele uitvoeringsmaatregelen wordt de Commissie bijgestaan door comités die uit vertegenwoordigers van de lidstaten bestaan.
Daarnaast werkt de Commissie nauw samen met twee adviesorganen, het Economisch en Sociaal Comité en het Comité van de Regio's, die over allerlei wetsvoorstellen worden geraadpleegd. Tot slot is de Commissie aanwezig bij alle zittingen van het Europees Parlement waar zij wordt verzocht haar beleid toe te lichten en te rechtvaardigen. Verder moet zij regelmatig antwoord geven op mondelinge en schriftelijke vragen die door de leden van het Parlement zijn gesteld.

### Administratie van de Commissie
De Commissie laat zich in de uitoefening van haar taak bijstaan door een uitgebreid administratief apparaat. Voor elk beleidsterrein bestaat een directoraat-generaal, kortweg DG, vergelijkbaar met een nationaal ministerie. Deze DG's stellen EU-beleid en wetgeving voor en beheren de financieringsprogramma's. Ze staan elk onder leiding van een directeur-generaal, die verantwoording verschuldigd is aan het verantwoordelijk lid van de Commissie. Daarnaast zijn er binnen de Commissie diensten met een ondersteunende taak. Voor het beheer van programma's die door de Commissie zijn opgezet, zijn er Uitvoerende Agentschappen.
Daarnaast beschikt de Commissie in verschillende landen over kantoren: binnen de EU zijn dat in elk land de "vertegenwoordigingen" van de Commissie, waar het publiek informatie verkrijgt over EU-activiteiten. Buiten de EU zijn er "delegaties", onder leiding van de Europese dienst voor extern optreden. Deze behartigen de EU-belangen, en doen aan voorlichting.
De volledige administratie van de Commissie staat onder leiding van de secretaris-generaal van de Europese Commissie. De Commissie is gehuisvest in kantoren te Brussel en Luxemburg. In het Karel de Grotegebouw te Brussel is een bezoekerscentrum gevestigd. Jaarlijks wordt in de maand mei een open(deur)dag gehouden.